# Тоненго
Тонѐнго (на италиански: Tonengo; на пиемонтски: Tonengh, Тоненг) е село и община в Северна Италия, провинция Асти, регион Пиемонт. Разположено е на 430 m надморска височина. Населението на общината е 200 души (към 2010 г.).